# Ecitoptera humeralis
Ecitoptera humeralis är en tvåvingeart som beskrevs av Borgmeier 1960. Ecitoptera humeralis ingår i släktet Ecitoptera och familjen puckelflugor. Inga underarter finns listade i Catalogue of Life.